# Socalchemmis idyllwild
Socalchemmis idyllwild är en spindelart som beskrevs av Norman I. Platnick och Darrell Ubick 200. Socalchemmis idyllwild ingår i släktet Socalchemmis och familjen Tengellidae. Inga underarter finns listade i Catalogue of Life.